# 贺允中
贺允中（1090年—1168年），字子忱，眉州青神县（今四川省青神县）人，移籍蔡州汝阳县（今河南省汝南县）。南宋大臣，宋高宗、宋孝宗时参知政事。
贺允中自幼颖悟不群，慷慨有志。宋徽宗政和八年（1118年）中进士。任颍昌府学教授，为辟雍正，迁国子监、宗正寺丞。召为秘书省校书郎、著作郎。转任司门员外郎，浩然清退。宋钦宗靖康改元，转任户部，不拜归乡。宋高宗绍兴八年（1138年），起为江西安抚制置司参议官，次年，改任福建路转运副使。因为不符合秦桧的心意，主管崇道观。秦桧死后，起为太常少卿。绍兴二十九年（1159年）七月，由吏部侍郎担任参知政事。次年，以太常少卿之官出使金朝贺正旦，回来表示金朝可虑，当政者认为他说的是危言耸听，不加理睬，于是致仕。宋孝宗隆兴二年（1164年）八月，再次担任参知政事兼知枢密院事，十月，罢职，担任资政殿大学士，致仕回到台州。乾道四年（1168年）去世。